# مارجان مخیتاریان
مارجان مامیکونی مخیتاریان (ارمنی: Մարջան Մամիկոնի Մխիթարյան؛  ۱۷ آوریل ۱۹۱۸ – ۱۲ مهٔ ۱۹۹۹) یک نوازنده پیانو اهل ارمنستان بود. وی بین سال‌های - تا - میلادی فعالیت می‌کرد.

## زندگی‌نامه
وی در ۱۷ آوریل ۱۹۱۸ در ایروان به دنیا آمد و از کنسرواتوار دولتی کومیتاس ایروان و کنسرواتوار دولتی چایکوفسکی مسکو فارغ‌التحصیل شد. روبرت آتایان همسر وی بود. وی در کنسرواتوار دولتی کومیتاس ایروان فعالیت می‌کرد. وی همچنین برندهٔ جوایزی همچون چهره هنری شایسته جمهوری ارمنستان (۱۹۸۳) شده است. وی در ۱۲ مهٔ ۱۹۹۹ در ۸۱ سن سالگی در ایروان درگذشت وی در آرامستان مرکزی ایروان (توخماخ) به خاک سپرده شد.